# Team Seaside
Team Seaside är ett svenskt teamlag i konståkning. Laget var Tjörns första teamlag och startades av tränaren Marie Mattson 1992. Till en början bestod laget endast av miniorer men efterhand avancerade laget sig till ungdom, junior och till sist seniorer, för att numera åter igen tävla i juniorklassen.

## Viktigare händelser
Som juniorer blev Seaside det första svenska laget att ta hem JNM.  
Säsongen 2000/2001 blev en lyckad säsong för laget, då det som seniorer klarade kvalet för sitt första VM.  
2002/2003 åkte Seaside ett eget program på invigningen till Europamästerskapen i konståkning i Malmö. De skulle även åka den inledande flaggparaden som sändes i Sveriges Television. 
2003/2004 fick laget tränarhjälp av Kungälvstränaren Pia Andergren. Seaside kvalificerade sig även till världsmästerskapenen i Zagreb, Kroatien, då det gjorde sin bästa prestation någonsin i en internationell tävling som seniorer. Det placerade sig på 12:e plats av 23 lag.
2004/2005 var det dags för världsmästerskapen i Göteborg och tjejerna var självklart med och tävlade. De tog där en 12:e plats som de var nöjda över.
På grund av låga åldrar på åkarna fick Seaside gå ner till juniorklassen säsongen 2005/2006. Detta år tävlade laget i Milano, Italien (för att tävla internationellt), där de endast var 0,02 poäng från bronset. De tog även silver på SM.
2006/2007 var säsongen då Marie Mattsson helt slutade som tränare och ersattes av tidigare Surprise-åkaren Eleonore Andersson. Som hjälptränare fick laget då Emma Wikberg, som själv tidigare varit åkare i Seaside.
2018/2019 kvalificerade sig laget för att representera Sverige vid Junior-VM i Neuchatel, Schweiz. Laget slutade på en 13:e plats och tog samma år JSM-silver.Laget tränas av Therese Arvidsson och Jenny Sandberg,
2019/2020 kvalificerade laget sig åter igen till JVM som detta år utspelade sig i Nottingham, England där laget slutar på en 8:e plats. Seaside kommer på en 6:e plats i den globala Challengerserien som har premiär detta år. På SM tar de åter igen ett JSM-silver. 
2021/2022 kvalificerade laget sig till JVM som detta år utspelade sig i Innsbruck, Österrike där laget slutar på en 8:e plats. Seaside blir också Svenska Juniormästare när de vinner JSM i Mölndal. 